# عنقود لانياكيا
عنقود لانياكيا (بالإنجليزية: Laniakea Supercluster)
عنقود مجري فائق يعتبر موطن لمجرة درب التبانة، وحوالي 100,000 مجرة أخرى مجاورة لها.
تم تعريفه في أيلول عام 2014، عندما قام فريق الباحثين المؤلف من برينت تلي من جامعة هاواي وهيلين كورتوا من جامعة ليون بتعيين حركة المجرات لدراسة حقل الجاذبية، بهدف إعادة رسم خريطة الكون.
يتضمن هذا العنقود الفائق عنقود العذراء وعنقود نورما المجري.

## التسمية
لانياكيا معنى الأسم «السماء الفسيحة» في اللغة الهاوائية، فيشير المقطع lani ل «السماء» وakea ل«فسيح» أو «واسع». واقترح الأسم نوا نابليون، مدرس للغة الهاوائية في كلية كابيولاني، بهدف تكريم الملاحين البولينيزيين، الذين استخدموا معرفتهم من السماء للتنقل والإبحار في المحيط الهادي.

## تعريف
تم وصف عنقود لانياكا Laniakea لأول مرة من قبل فريق بحث تحت أشراف "برنت تولي" من جامعة هاواي في رسالة علمية نشرت في سبتمبر 2014. وجد فريق تولي طريقة جديدة لتحديد العناقيد الفائقة من خلال دراسة السرعات الغريبة للمجرات. من حركات المجرات يمكن استنتاج الاتجاه الذي تهيمن فيه قوة الجاذبية. في هذه المشاهدات تم اكتشاف حد يفصل عنده الاتجاه الرئيسي لحركة المجرات ، ومنه استخلاص الانتماء إلى البنية الفوقية للكون. يرفع الهيكل الذي تم العثور عليه حديثًا عنقود العذراء الفائق ، الذي كان يُعتقد سابقًا أنه العنقود الفائق المحلي ، إلى مجرد أنه امتداد لـعنقود لانياكا الهائل .

### المكونات
أجزاء من عنقود مجرات لانياكا الهائل هي:
- عنقود مجرات العذراء العظيم
- عنقود مجرات هيدرا قنطورس العظيم
- عنقود مجرات بافو-اندس الفائق
- عنقود الجنوب الفائق

## البيئة المحيطة
التجمعات العملاقة المجاورة لانياكيا هي عنقود مجري هائل شابلي ، وعنقود مجرات الجاثي العظيم ، وعنقود مجرات كوما العظيم ، وعنقود الغول–الحوت المجري الهائل. المدى الدقيق وحدود هذه العناقيد المجرية الفائقة معروفة حاليًا معرفة ابتدائية فقط. 
يبدو أن Laniakea يمتد نحو العنقود المجري الهائل شابلي ، مما يشير إلى أن كل من Shapley و Laniakea جزء من بنية أكبر. 
تشير دراسات المتابعة إلى أن عنقود لانياكا الهائل غير مترابط بالجاذبية فيما بينه ؛ ويبدو أنه سوف يتشتت بدلاً من الاستمرار في الحفاظ على نفسه ككيان زائد الكثافة بالنسبة إلى المناطق المحيطة به. 